# Kalmár Endre
Kalmár Endre (Szabadka, 1823. november 29. – Budapest, 1910. április 13.) költő, tanár, piarista tartományfőnök.

## Élete
Szülővárosában és Szegeden tanult, ahol a piaristáknál a líceumot elvégezvén, 1841. szeptember 16-án belépett a kegyes-tanítórendbe. 1842-43-ban Trencsénben töltötte a két próbaévet; a következő két évben Kisszebenben próbálkozott meg a gyakorlati tanítással. 1846-47-ben Nyitrán, 1847-48-ban Pozsonyszentgyörgyön a hittudományok elsajátításával foglalkozott. Ez idő alatt, különösen Nyitrán, a rendi növendékek körében alakult Dugonics Társaságnak munkatársa volt versekkel és prózai dolgozatokkal.
1849-ben Vácon nyert tanári állást és június 28-án Esztergomban áldozópappá szentelték. Ezután Tatán két és Veszprémben szintén két évig tanárkodott. 1854-ben a pesti piarista főgimnáziumhoz került, ahol 1858-ig tanított. 1859-61-ben ismét Tatán működött és 1862-ben visszahelyezték Pestre, ahol 1876-ig volt tanára a piarista főgimnáziumnak. Az akkori szokás szerint többféle tantárgyat tanított, különösen a magyar és latin nyelvet és irodalmat és a görög történelmet.
1876-ban rendfőnöki titkár lett Somhegyi Ferenc mellett. 1879-ben rendfőnökké választották. Rendfőnöksége alatt a kegyesrend több négy- vagy hatosztályú tanintézete lett főgimnáziummá kibővítve és a régi szegényes iskolai épületek helyett díszes épületek emelkedtek, mint a szegedi, nagykárolyi, trencséni, lévai, veszprémi, rózsahegyi sat. főgimnáziumok tanusítják. 1879 végén a fővárosi törvényhatóság bizottság tagjává választották meg. 1880-ban királyi tanácsos lett. 1891-ben önként letette a rendfőnöki hivatalt, a rend tiszteletbeli rendfőnök címmel ruházta fel amit haláláig viselt, és mint a rendi kormánytanács állandó tagja vett részt a rend kormányzati ügyeinek intézésében. 1910-ben királyi tanácsosi rangra emelték. Sírja a Fiumei úti sírkertben található (B.155).
Költeményei a Hölgyfutárban (1850. I. 20. sz. Naplótöredékek I-IV., 37. sz. Camill, ballada, 99. sz. A honfi, II. 15. sz. A csonka huszár, 39. sz. Koromsetét erdő ..., 124. sz. A honvéd panasza, Világos, 1851. sat.), a Mátyás Diákban (1871-1874. több költemény és humorisztikus czikk Dudás Feri álnév alatt), a Veszprém cz. hirlapban (1876-tól több vers K. E. és -r-e jegyek alatt); czikkei a Kath. Néplapban (1856. Intés, Mátyás király tréfája); a Trautwein János által kiadott Magyar Olvasó-Könyvben (Pest, 1851-70. több költemény és prózai dolgozat); írt továbbá alkalmi beszédeket, üdvözleteket, tudósításokat, humoros verseket különféle hírlapokba s humorisztikus lapokba.

## Munkái
- Örömdal Gruber György kegyesrendi rendfőnök tiszteletére. Pest, 1848
- Főtiszt. Purgstaller József úrnak ... a kegyes tanítórend kormányzójának ... a pesti kegyesrendi ház. Uo. 1864 (óda Purgstaller megválasztásakor, Arany János Koszorújában is megjelent.)
- Emlék a tatai kegyes-tanítórendi ház és gymnasium alapításának évszázados örömünnepére 1865. okt. 1. Uo. 1865 (költ.)
- Emlékkoszorú dicsőségesen uralkodó I. Ferencz József Ő császári s apostoli királyi Fölsége és Fölséges neje Erzsébet legkegyelmesebb asszonyunk koronázási ünnepélyére a kegyes tanítórendtől. 1867. Uo. 1867 (költemény; megjelent a Budapesti Közlönyben is 78. sz.)